# Jorge Granillo
Jorge Granillo é um ator mexicano.

## Filmografia

### Televisão
- María Mercedes (1992) - Vendedor de loteria
- Carrusel (1989) - Jaime Palillo[1][2]
- Rosa salvaje (1987)[3] - Palito

## Prêmios e indicações

### Prêmio TVyNovelas
| Categoria            | Resultado |
| -------------------- | --------- |
| Melhor ator infantil | Venceu    |